# Bruchia brevipes
Bruchia brevipes là một loài rêu trong họ Bruchiaceae. Loài này được Harv. ex Hook. mô tả khoa học đầu tiên năm 1840.